# 北海道立道民活動センター
北海道立道民活動センター（ほっかいどうりつどうみんかつどうセンター、愛称『かでる2・7』）は、北海道札幌市中央区北2条西7丁目にある文化施設。一般財団法人道民活動振興センターが運営に当たっている。

## 施設

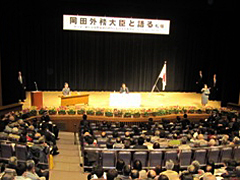
かでるホールの内部の様子（2010年3月「岡田外務大臣と語る 札幌」にて）

- かでるホール（521名収容）
- リハーサル室（78m2）
- レクレーション研修室（50名収容）
- 展示ホール（313m2）
- 会議室・研修室（2階を除く各階）

## 愛称の由来
- 『かでる』は北海道方言で「仲間に入れる」という意味。
- 『2・7』は、北2条西7丁目にあることから。類似のネーミングに北4条西5丁目にある『アスティ45』や北1条西8丁目に由来するSTVの番組『1×8いこうよ!』などがある。

## かでる2・7に拠点を置くセンター
- 北海道立生涯学習推進センター
- 北海道立市民活動促進センター
- 北海道立アイヌ総合センター
- 北海道立女性プラザ
- 社会福祉総合センター
- 北海道立道民活動センター

## アクセス
- JR函館本線・学園都市線－札幌駅
- 札幌市営地下鉄南北線・東豊線－大通駅（2番出口）・さっぽろ駅（10番出口）
- 札幌市営地下鉄東西線－大通駅・西11丁目駅（4番出口）
- JRバス・北海道中央バス－北1条西7丁目停留所

## 備考
- かでる2・7と北海道庁本庁舎、北海道議会議事堂の間は地下通路で結ばれていて、一般人も通行できる。途中、表記は無いが北海道警察本部の庁舎へ通じる関係者専用の出入り口もある。
- かでるホールは2010年6月1日より北海道鍼灸専門学校が命名権を買収して『北海道鍼灸専門学校かでるホール』となったが、2012年3月31日を以てその命名権の契約が満期を迎えたため、現在は再び『かでるホール』に戻っている。